# Општина Ваду Пашиј (Бузау)
Ваду Пашиј (рум. Vadu Paşii) општина је у Румунији у округу Бузау.
Oпштина се налази на надморској висини од 105 m.